# تشارلي سافاج
تشارلي سافاج (بالإنجليزية: Charlie Savage)‏ هو صحفي أمريكي، ولد في 1975 في فورت واين في الولايات المتحدة.

## وصلات خارجية
- الموقع الرسمي